# نهایت خطر (فیلم ۱۹۹۶)
نهایت خطر (به انگلیسی: Maximum Risk) یک فیلم اکشن، جنایی و دلهره‌آور آمریکایی محصول سال ۱۹۹۶ به کارگردانی رینگو لام کارگردان هنگ کنگی در اولین کارگردانی آمریکایی خود با بازی ژان-کلود ون دام و ناتاشا هنستریج است. طرح داستان کارآگاه پلیس فرانسوی آلن مورو (ون دام) را دنبال می‌کند که در یک توطئه بین‌المللی که گانگسترهای روسی و مقامات فاسد آمریکایی را در بر می‌گیرد، با احزاب مختلف به دلیل شباهت عجیبش به یک خبرچین اوباش مرده، درگیر می‌شود.
این فیلم در ۱۳ سپتامبر ۱۹۹۶ در ایالات متحده اکران شد. و در باکس آفیس آخر هفته در ایالات متحده با فروش ۵٫۶ میلیون دلار فروش کرد، و در باکس آفیس کمی موفق بود.

## داستان
جوانی به نام میخائیل (ژان کلود ون دم) توسط سران روسیه به قتل می‌رسد. آلن برادر دوقلوی میخائیل که یک مأمور مخفی است و از داشتن یک برادر دوقلو بی اطلاع است، وارد یک داستان مرگبار و پیچیده می‌شود …

## بازیگران
- ژان کلود ون دم … آلن مورو / میخائیل سووروف
- ناتاشا هنستریج … آلکس بارتلت
- ژان-هوگ آنگلاد … سباستین
- زاچ گرنیر … ایوان دزاسوخوف
- پل بن-ویکتور … مأمور پلمن
- فرانک سنگر … مأمور لومیس

## تولید
- این فیلم ابتدا با نام مبادله (انگلیسی: The Exchange) شناخته می‌شد، سپس نام آن را خون استخوان (انگلیسی: Bloodstone) نامیدند، سونی حتی از این عنوان برای تبلیغ فیلم در چندین نشریه صنعتی استفاده کرد، اما آنها در نهایت احساس کردند که عنوان جدید فاقد فوریت و هیجان یک فیلم ژان کلود ون دام است. در آخر نام «نهایت خطر» انتخاب شد.[۵]
- جیسون فریدبرگ و آرون سلتزر، که بیشتر برای فیلم ترسناک و دیگر تقلیدهایشان شناخته می‌شوند، بازنویسی نامشخصی روی فیلم انجام دادند.[۶]
- ایده ژان کلود ون دام این بود که رینگو لام کارگردان فیلم اکشن آسیایی این فیلم را به عنوان اولین کارگردان آمریکایی او کارگردانی کند.
- دستمزد ژان کلود ون دام برای بازی در این فیلم ۵ میلیون دلار و دستمزد ناتاشا هنستریچ ۲ میلیون دلار بود.

## انتشار
این فیلم در ۱۳ سپتامبر ۱۹۹۶ اکران شد و جایگاه شماره یک باکس آفیس آخر هفته در ایالات متحده را با فروش ۵٫۶ میلیون دلار در اولین آخر هفته آن به خود اختصاص داد. در مجموع ۱۴ میلیون دلار در ایالات متحده و کانادا و ۵۲ میلیون دلار در سرتاسر جهان فروش داشت.

## بازخوردها
- در جمع‌آوری نقد، راتن تومیتوز گزارش می‌دهد که ۳۴ درصد تایدیه از برسی ۳۸ منتقد، نقد مثبتی به فیلم داده‌اند. میانگین امتیاز ۴٫۵ از ۱۰ بود.[۸]
- تماشاگران در نظرسنجی سینماسکور به فیلم نمره متوسط "B-" در مقیاس A+ تا F دادند.[۹]
- در سایت نظر سنجی مردمی آی ام دی بی این فیلم بر اساس ۲۴٫۰۰۰ رای دارای امتیاز ۵٫۶ از ۱۰ می‌باشد.
- پیتر استک از سان فرانسیسکو کرونیکل از بازی ون دام انتقاد کرد، و اذعان داشت که فیلم «فیلمنامه ضعیفی دارد که حتی رینگو لام کارگردان اکشن کهنه کار هنگ کنگی هم نمی‌تواند فیلم را نجات دهد».[۱۰]